# Macranhinga
Las macraningas (Macranhinga) son un conjunto de 4 especies que conforman un género de aves acuáticas suliformes extintas perteneciente a la familia Anhingidae. Está relacionado con el género Anhinga, cuyas especies vivientes son denominadas comúnmente aningas, biguá-víboras, aves serpiente, marbellas o patos aguja.

## Taxonomía
El género Macranhinga fue descrito originalmente en el año 1992 por el paleontólogo Jorge Ignacio Noriega para incluir a su nueva especie: Macranhinga paranensis Noriega, 1992 la que por tanto es su especie tipo.  

### Subdivisión
En el año 2015 Juan Marcelo Diederle realizó una revisión sistemática de los integrantes de la familia Anhingidae descritos para el subcontinente sudamericano. En el análisis filogenético se tuvo en cuenta los estadios ontogenéticos presentes en las muestras para evitar una sobrestimación de la verdadera diversidad de especies, se analizó también las variaciones cuali- y cuantitativas en relación con las especies actuales para finalmente proceder a redefinir y delimitar el elenco taxonómico fósil.
También se realizaron estudios paleobiológicos, mediante tomografías axiales de determinados elementos óseos para determinar la robustez de su corteza. Cotejándolas respecto a las aningas vivientes, se estimó las masas corporales de cada especie extinta, se infirió su musculatura mediante la comparación entre correlatos óseos de los orígenes e inserciones y desarrollos musculares, estimándose así mismo morfotipos locomotores, se calculó la envergadura alar, el área del ala y la carga alar.
La conclusión de la revisión sistemática determinó que Macranhinga es un género válido, al que se adscriben 4 especies, todas son solo conocidas sobre la base de sus restos fósiles.
- Macranhinga chilensis (Alvarenga, 1995)

Del Mioceno inferior a medio del centro-sur de Chile.
Sinónimos: Meganhinga chilensis Alvarenga, 1995
- Macranhinga kiyuensis (Rinderknetch & Noriega, 2002)

Del Plioceno-Pleistoceno medio del Uruguay.
Sinónimos: Giganhinga kiyuensis Rinderknetch & Noriega, 2002
- Macranhinga paranensis Noriega, 1992

Del Mioceno superior al Plioceno inferior de la provincia de Entre Ríos, nordeste de la Argentina.
Sinónimos Macranhinga fraileyi Campbell, 1996, Anhinga fraileyi Campbell, 1996
- Macranhinga ranzii Alvarenga & Guilherme, 2003

Del Mioceno superior-Plioceno inferior del río Acre, en el estado de Acre, Brasil, y de la provincia de Entre Ríos, nordeste de la Argentina.

### Sinónimos deMacranhinga
Por lo menos dos taxones del nivel genérico han sido trasladados a la sinonimia de Macranhinga.
Meganhinga fue descrito en el año 1995 por Herculano M. F. Alvarenga para incluir a su nueva especie, recuperada del Mioceno inferior de Chile: Meganhinga chilensis. 
Giganhinga fue descrito en el año 2002 por Rinderknetch y Jorge Ignacio Noriega, para incluir una nueva especie recuperada del Mioceno de Uruguay: Giganhinga kiyuensis.

## Características y reconstrucción de hábitos de vida
Las especies de Macranhinga poseían pesos de entre unos 5,8 kg y unos 18,4 kg. Habrían realizado prolongados y profundos buceos para capturar peces y otras presas (bastante grandes en comparación con las actuales aningas), compitiendo por el mismo recurso con delfines, cocodrílidos (gaviálidos) y pinnípedos. Por lo menos las especies mayores se cree que habrían perdido totalmente la capacidad de volar, por lo que, para mantenerse a resguardo de los depredadores y reproducirse exitosamente, habrían anidado sobre el suelo de pequeñas islas e islotes, presentando hábitos similares a los actuales grandes pingüinos.